# Kretzoiarctos beatrix
Kretzoiarctos és un gènere extint, descrit l'any 2012, dins la subfamília Ailuropodinae. Els seus fòssils són del Miocè mitjà (12–11 milions d'anys enrere). Kretzoiarctos precedeix en el temps als membres del clade del panda gegant del Miocè que vivien a Euràsia (Agriarctos i Ailurarctos). Kretzoiarctos per tant es considera que és el membre més antic, conegut, del llinatge dels panda gegant.
Etimologia: El gènere Kretzoiarctos està dedicat al paleontòleg Miklós Kretzoi i afegint la paraula grega arctos (ós).
Els treballs paleontològic d'aquest descobriment foren duts a terme per l'Institut Català de Paleontologia Miquel Crusafont i el CSIC, entre d'altres.
Les restes fòssils de Kretzoiarctos, s'han trobat a dues localitats: Nombrevilla, concretament part de la dentadura, situada a la conca de Calataiud-Daroca, que es van atribuir a l'espècie Agriarctos beatrix, i una mandíbula provinent de l'Abocador de Can Mata (ACM) dins la conca Vallès-Penedès, d'aquesta segona localitat es va considerar que els fòssils trobats són prou diferents dels d'Agriarctos beatrix per tal d'atribuir-los al nou gènere, Kretzoiarctos gen. nov. Aquest nou gènere representa el membre més antic i més basal del clade dels úrsids que actualment està representat pel gènere Ailuropoda, i permet entendre l'origen del llinatge del panda gegant tant des de la perspectiva cronològica com paleobiogeogràfica.
La sèrie estratigràfica local de l'Abocador de Can Mata (els Hostalets de Pierola, Catalunya), fa 250 m de gruix i data d'entre 12,5 a 11,5 milions d'anys enrere; de l'Aragonià tardà a Miocè mitjà. La localitat de Nombrevilla està associada a la mateixa biozona.